# Harry Kneipp
Harry Kneipp (* 4. April 1939 in Hamburg; † 29. November 1986) war ein deutscher Boxer und Boxtrainer.

## Leben
Kneipp boxte als Amateur beim Hamburger Verein HBC Heros und war dort Schützling von Trainer Werner Prieß. Er nahm für die Bundesrepublik Deutschland an Länderkämpfen teil und boxte 1960 bei der innerdeutschen Olympiaausscheidung, an der Boxer aus der BRD und der DDR antraten. Seinen ersten Kampf als Berufsboxer bestritt er Anfang März 1963 in der Kieler Ostseehalle. In den folgenden Jahren stand er auch bei mehreren Veranstaltungen im europäischen Ausland im Ring, darunter in Schweden, Finnland, Italien, Frankreich, Belgien, Dänemark und Spanien. Im Februar 1967 boxte er in Kiel um die deutsche Meisterschaft im Halbschwergewicht, verlor aber nach Punkten gegen Lothar Stengel. Zu seinem letzten Kampf trat Kneipp Ende Mai 1969 an, er unterlag dem späteren Europameister Jose Manuel Urtain.
Zu den Boxern, die Kneipp als Trainer betreute, gehörten Reinhard Dampmann, Europameister Peter Weiland, die deutschen Meister Horst Benedens und Kurt Lüdecke Karsten Honhold und Peter Scheibner. In den 1980er Jahren war er als Trainer beim TSV Glinde tätig. Der gelernte Maurer war beruflich im Bautenschutz beschäftigt.